# Kościół Trójcy Przenajświętszej w Ciechanowcu
Kościół Trójcy Przenajświętszej w Ciechanowcu – rzymskokatolicki kościół parafialny w mieście Ciechanowiec, w województwie podlaskim. Należy do dekanatu Ciechanowiec diecezji drohiczyńskiej.

## Historia i architektura
Świątynię zbudowano w latach 1732–1737 w stylu barokowym z fundacji Franciszka Maksymiliana Ossolińskiego i jego syna Tomasza Konstantego Ossolińskiego. Projektantem barokowej świątyni był przypuszczalnie zakonnik Mateusz Osiecki, a budowniczym Jan Krzysztof Adrian Kluk – ojciec znanego przyrodnika. Konsekracji kościoła dokonał 26 lipca 1739 roku biskup Andrzej Stanisław Kostka Załuski.
W latach 1770–1796 funkcję proboszcza pełnił przyrodnik i badacz ks. Jan Krzysztof Kluk.
W dniu 3 września 1789 roku Teresa Ossolińska i jej córka Katarzyna ufundowały w pobliżu kościoła szpital i klasztor sióstr św. Wincentego à Paulo (szarytek). W 1905 roku zbudowano plebanię. W 1911 roku proboszcz Józef Rowiński zainstalował w kościele dwunastogłosowe organy. W 1941 roku kościół został uszkodzony w wyniku ostrzału. W 1970 roku została ułożona marmurowa posadzka.
Wewnątrz znajduje się szeroka nawa, po bokach znajdują się dwa rzędy kaplic, prezbiterium posiada prawie równą szerokość i wysokość co nawa.

## Wnętrze
- ołtarz główny w stylu późnobarokowym z obrazem „Koronacja Matki Boskiej”
- prawy ołtarz z barokowym obrazem „Cudowne rozmnożenie chleba”
- klasycystyczne epitafium księdza Jana Krzysztofa Kluka z wykonanym z białego marmuru popiersiem w formie portretu, wykonanym przez Jakuba Tatarkiewicza (1798–1854), znakomitego rzeźbiarza, przedstawiciela klasycyzmu.